# Бордун Любомир Бориславович
Любомир Бориславович Бордун (нар. 29 червня 1984 — пом. 23 вересня 2022, Донецька область) — український освітянин, військовослужбовець, солдат Збройних сил України, учасник російсько-української війни. Кавалер ордена «За мужність» III ступеня (2023, посмертно). Депутат Коломийської міської ради.

## Життєпис
Любомир Бордун народився 29 червня 1984 року.
Закінчив Прикарпатський національний університет імені Василя Стефаника (2008, спеціальність — інформатика). Працював викладачем підготовчого факультету Київського національного університету імені Тараса Шевченка (2008—2010), заступником директора з навчальної роботи в Коломийській гімназії імені Михайла Грушевського (2012—2016), начальником управління освіти Коломийської міської ради (2016—2022).
З початком повномасштабного російського вторгнення 2022 року воював у складі 10-ї окремої гірсько-штурмової бригади. Брав участь у боях за Сєвєродонецьк. Загинув 23 вересня 2022 року на Бахмутському напрямку.
Похований 28 вересня 2022 року у Коломиї на Алеї слави.
У жовтні 2022 року депутати Коломийської міської ради звернулися до президента, щоб полеглому захиснику, головному освітянину Коломиї Любомиру Бордуну присвоїли звання Героя України.
Залишилися дружина та двоє дітей.

## Нагороди
- орден «За мужність» III ступеня (13 січня 2023, посмертно) — за особисту мужність і самовідданість, виявлені у захисті державного суверенітету та територіальної цілісності України, вірність військовій присязі[1];
- медаль «Захисник України» від Ради національної безпеки та оборони України.

## Вшанування пам'яті
23 червня 2023 року у місті Коломия відкрили меморіальну дошку Любомиру Бордуну.
12 грудня 2024 року Київська міська рада присвоїла ім’я Любомира Бордуна безіменному провулку, що пролягає між вулицею Васильківською та вулицею Юлії Здановської.